# Kopalnia Węgla Brunatnego „Turów”
PGE Górnictwo i Energetyka Konwencjonalna SA Oddział KWB Turów – polska kopalnia węgla brunatnego w województwie dolnośląskim, obejmująca swym obszarem dawną miejscowość Turoszów.

## Działalność

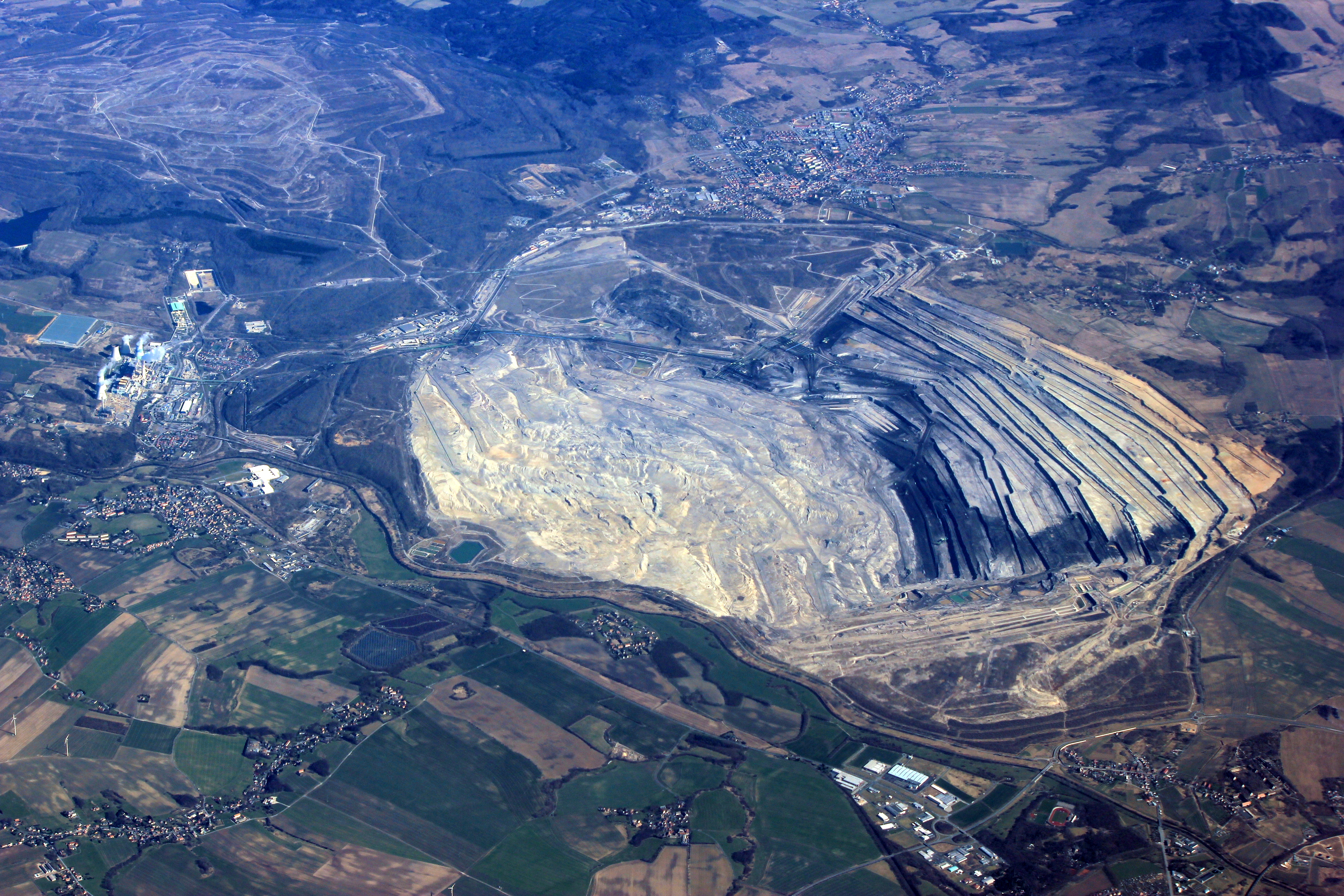
Zdjęcie lotnicze

Kopalnia zlokalizowana jest w Obniżeniu Żytawsko-Zgorzeleckim, usytuowanym pomiędzy Masywem Łużyckim a zachodnią częścią Gór Izerskich, w obrębie Przedgórza Izerskiego. Położenie złoża turoszowskiego: 50°52'30" do 50°50' szerokości geograficznej północnej, 14°51' do 15°00'30" długości geograficznej wschodniej. Kopalnia Turów znajduje się w zachodniej części województwa dolnośląskiego, w  centralnej części tzw. Worka Turoszowskiego, leżącego między granicami państwowymi Niemiec i Czech.
Zakres działalności KWB Turów obejmuje:
- górnictwo i wzbogacanie węgla brunatnego,
- wydobywanie kruszywa i gliny,
- unieszkodliwianie odpadów i ochrona środowiska przed ujemnymi skutkami działalności górniczej, w tym rekultywacja terenów pogórniczych.

W Kopalni Turów (wówczas pod nazwą Herkules) złoże węgla brunatnego eksploatowane jest w sposób przemysłowy metodą odkrywkową od 1904 r. W 1924 r. zagłębie przeszło w posiadanie koncernu Aktiengesellschaft Sächsische Werke, a wydobywany węgiel dostarczany był do brykietowni i elektrowni Hirschfelde (Friedensgrenze). W 1947 r.(Data wątpliwa) wprowadzono nazwę Turów, zaś eksploatowane złoże nazwano Turów I. W 1968 r. rozpoczęto budowę kopalni Turów II. Powstał wówczas kombinat paliwowo-energetyczny, który poza dwoma złożami obejmował również elektrownię cieplną w Turoszowie. Roczne wydobycie to ok. 12 mln ton węgla; dodatkowo zdejmowane jest 30 mln m³ nadkładu. Powierzchnia odkrywki wynosi 2400 ha. Węgiel brunatny, jako paliwo podstawowe, dostarczany jest przenośnikami taśmowymi do Elektrowni Turów. Kopalnia Turów i Elektrownia Turów wchodzą w skład holdingu Polska Grupa Energetyczna.

## Legalność
Koncesja kopalni miała wygasnąć w kwietniu 2020 r., jednak w marcu 2020 r. – po uprzednim przeprowadzeniu przez GDOŚ postępowania transgranicznego pn. Kontynuacja eksploatacji kopalni węgla brunatnego Turów – polski rząd przedłużył ją o kolejne sześć lat; rząd zgodził się również na wolę kontynuowania przez Grupę PGE wydobycia na tym terenie do 2044 roku, kiedy spodziewane jest całkowite wyczerpanie zasobów węgla. Później polski rząd ogłosił, że kopalnia zostanie zamknięta do 2044 r. twierdząc, że jest to zgodne z unijnymi planami ograniczenia emisji. Rozbudowa kopalni przez Grupę PGE spotyka się ze sprzeciwem czeskiego rządu, ponieważ pobliskie czeskie i niemieckie społeczności twierdzą, że oddziaływanie kopalni na środowisko poważnie wpływa na ich jakość życia i zagraża przetrwaniu kilku wiosek przygranicznych. Według badań geologicznych dalsze wydobycie grozi również zapadaniem się gleby w niemieckim mieście Żytawa. W lutym 2021 r. Republika Czeska pozwała Polskę w sprawie kopalni przed Trybunał Sprawiedliwości Unii Europejskiej (TSUE) – pierwszy raz, kiedy państwo członkowskie UE pozwało inne państwo w sprawie ochrony środowiska. Głównym powodem złożenia pozwu jest zmniejszenie poziomu wód gruntowych w regionach przygranicznych. Ponadto Polska miała nie przekazać Czechom wszystkich informacji w czasie wydawania koncesji na wydobycie do 2026, co również - zdaniem Czechów - stanowi naruszenie zasady lojalnej współpracy wynikającej z Traktatu o Unii Europejskiej.
W maju 2021 r. Polska sprzeciwiła się nakazowi TSUE, który nakazał natychmiastowe zamknięcie kopalni, twierdząc, że miałoby to negatywny wpływ na system energetyczny kraju i doprowadziło do utraty tysięcy miejsc pracy. Z kolei koncepcja stworzenia alternatywnych źródeł energii odnawialnej dla regionu, sporządzona przez Krajową Izbę Klastrów Energii (organizację zrzeszającą przedsiębiorstwa związane z branżą OZE), wskazuje, że według szacunków dałyby one około 800–4100 miejsc pracy więcej niż kopalnia i elektrownia węglowa, przy jednoczesnym zaoszczędzeniu ponad 13 miliardów euro na kosztach produkcji energii elektrycznej w ciągu 25 lat. We wrześniu 2021 r. TSUE zobowiązał Polskę do zapłaty na rzecz Komisji Europejskiej kary w wysokości 500 000 euro dziennie za niezaprzestanie wydobycia. Do czasu osiągnięcia porozumienia ze stroną czeską w dniu 3 lutego 2022 naliczono łącznie 68,5 miliona euro kary, której potrącanie z należnych Polsce funduszy zakończono 31 maja 2022.